# 雷射光學炫目暨監視整合系統
雷射光學炫目暨監視整合系統（英語：High Energy Laser with Integrated Optical-dazzler and Surveillance，簡稱HELIOS）是由洛克希德·马丁公司從2018年起研發的60kW高能量雷射武器。它能執行防空、反快速攻擊艇（FAC）和長距離偵測任務（LR ISR），並已被整合到神盾戰鬥系統。

## 使用歷史
2022年，美軍在普雷贝尔号驱逐舰 (DDG-88)上安裝HELIOS。2024年，DDG88在測試中成功以HELIOS擊落無人機。